# Sabine Brehm
Sabine Brehm (* 5. Mai 1963) ist eine ehemalige ostdeutsche Eisschnellläuferin.
Sie gewann bei den Allround-Weltmeisterschaften 1985 in Sarajevo und 1986 in Den Haag jeweils die Bronzemedaille. Auch bei den Allround-Europameisterschaften 1985 reichte es für sie zur Bronzemedaille.
1986 wurde Sabine Brehm für ihre sportlichen Erfolge mit dem Vaterländischen Verdienstorden in Bronze ausgezeichnet.